# Il Libertario (Milano)
Il Libertario (in origine Il Comunista Libertario) fu un periodico anarchico di Milano, pubblicato tra il 1944 ed il 1961

## Dalla Resistenza alla guerra fredda
Il primo numero de Il Comunista Libertario viene pubblicato clandestinamente a Milano nel dicembre 1944, come organo della Federazione Comunista Libertaria Italiana, l'ispiratore è Mario Mantovani commissario politico delle Brigate Bruzzi Malatesta

Dopo la Liberazione il giornale viene pubblicato a partire dal 18 maggio 1945 (n. 3), ventimila copie di tiratura, come settimanale della Federazione Comunista Libertaria Lombarda. La linea politica è a favore di uno sviluppo rivoluzionario della Resistenza italiana e contro il disarmo delle formazioni partigiane.

Ampio spazio viene dedicato al dibattito interno tra chi tenta di orientare il movimento anarchico italiano verso soluzioni riformiste e la corrente intransigente. Dopo il Congresso di Carrara (settembre 1945) che segna la nascita della Federazione anarchica italiana il giornale diventa Il Libertario a partire dal n. 17 del 13 ottobre 1945 e, dopo la fuoriuscita della corrente riformista, rimarrà organo della Federazione Anarchica Lombarda. Il periodico si caratterizza come espressione di un anarchismo organizzatore, federalista e socialista, sempre attento alle problematiche del mondo del lavoro.

## Dagli anni cinquanta alla chiusura
Anche negli anni successivi, scrive Gino Cerrito, il settimanale continua a discutere "i problemi vitali della società [...] trasformandosi da strumento riservato ai già "convinti" in mezzo di penetrazione nelle masse popolari", per questo motivo appare, nell'ambito della pubblicistica anarchica, "il periodico più moderno e più aderente ai problemi del momento, quasi per tutto il periodo della sua pubblicazione"

Tra il 1950 e il 1953, di fronte alla rottura tra la FAI e i GAAP, il periodico cerca di assumere una posizione di mediazione ricevendo dure critiche da parte dell'area facente riferimento a L'Adunata dei Refrattari di New York.

Ma le difficoltà, economiche e di collaborazione, si fanno sentire. Il periodico è costretto a diverse interruzioni, diventa quindicinale dal 15 novembre 1960 per interrompere definitivamente le pubblicazioni il 15 settembre 1961

## Redattori responsabili
Durante quasi tutta la sua storia redattore responsabile del periodico è Mario Mantovani, per brevi periodi la direzione viene assunta da Ivan Aiati (1945), Alberto Sanò (1960), Artorige Dalloli (1961).